# Yungipicus canicapillus
El pico crestigrís (Yungipicus canicapillus) es una especie de ave piciforme de la familia Picidae que vive en el este de Asia y el Himalaya.

## Descripción
Es un pájaro carpintero pequeño con las partes superiores negras con listas blancas, salvo en la cola que no tiene listas. Sus partes inferiores son blanquecino anteadas con veteado pardo. Presenta un patrón listado en la cabeza. Su frente y parte frontal del píleo son grises, mientras que la posterior la nuca y la parte posterior del cuello son negros, con dos pequeñas manchas rojas el los laterales de la nuca de los machos. Presenta listas pileales laterales negras, listas superciliares blancas, listas oculares negras y bigoteras blancas.

## Distribución y hábitat
Se encuentra en los bosques de Bangladés, Bután, Brunéi, Camboya, China, India, Indonesia, Corea del Norte, Corea del Sur, Laos, Malasia, Birmania, Nepal, Pakistán, Taiwán, Tailandia, Vietnam y el extremo suroriental de Rusia.